# Days no mo
Days no mo(일본어: デイズノーモー)은 일본의 여성 5인조 음악 그룹이다. 유니버셜 뮤직 재팬 소속으로 같은 소속사의 「GReeeeN」의 자매 그룹 whiteeeen으로 데뷔했으며 멤버 교체를 거쳐 지금은 Days no mo로서 활동하고 있다.

## 멤버
멤버는 전원10대 여성 보걸 유닛이다.
- moca(モカ)
- nene(ネネ)
- akagi(アカギ)
- Fu-ka(フーカ)
- Mizuki(ミヅキ)

### 전 멤버
- meri(メリ, 2014년 ~ 2017년 10월 31일)
- hima(ヒマ, 2014년 ~ 2019년 8월 26일)
- kana(カナ, 2014년 ~ 2019년 8월 26일)
- noa(ノア, 2014년 ~ 2019년 8월 26일)

## 활동
2014년 10월에 GReeeeN이 소셜 네트워크 서비스 라인 (소프트웨어)에 오디션을 개최하여 그 중 4명을 선택해 자매그룹으로서 whiteeeen을 결성했다.
2015년 3월 11일 발매한 데뷔 싱글 「애창~since 2007~」(원곡은 GReeeeN의 애창이다)이 아이튠즈, 레코초쿠 등 음악 배급 사이트 8곳에서 1등을 차지하면서센세이셔널한 데뷔를 했다.
2015년 8월 5일 발매한 두 번째 싱글은 데뷔 싱글에 이어 대형 영화 주제가를 타이 인했다. 「주머니」는 일본 애니메이션 40주년 기념 작품 『신드바드 하늘나는 공주와 비밀의 섬』의 주제가로서 GReeeeN이 새로 쓴 곡이다.
2016년 3월 9일 첫 번째 미니 앨범 「목소리」를 발매했다.
8월 17일 세 번째 싱글을 발매했는데 두 번째 싱글에 이어 대형 영화사 주제가를 타이 인했다. 『기적~미래로~』는 츠치야 타오와타케우치 료마가 공연한 영화 『푸른하늘 옐』의 주제가로 채용됐다.
12월 14일에 첫 번째 풀 앨범 「ゼロ恋」를 발매했다.
2017년 10월 31일 공식 사이트에서 meri가 졸업했음을 발표했다.
2018년 4월부터 추가 멤버 moca, akagi, nene가 가입했다.
2019년 8월 26일 공식 사이트에서 hima, noa, kana가 졸업했음을 발표했다.
2020년 6월 27일 추가 멤버 Fu-ka, Mizuki가 가입했다.
7월 31일 그룹명을 「Days no mo」로 바꾸고 「Never」를 발매했다.

## 수상 이력
- 제30회(2015년도) 일본 골드 디스크 대상 「베스트 5 뉴 아티스트」[2]

## 음반 목록

### 싱글
※ 순위는 오리콘 순위를 따랐다.
|     | 공개일          | 곡명                | 판매 생산 번호 | 순위  |
| --- | --------------- | ------------------- | -------------- | ----- |
| 1st | 2015년 3월 11일 | 애창~since 2007~    | UMCK-5559      | 16등  |
| 2nd | 2015년 8월 5일  | 주머니              | UPCH-5848      | 128등 |
| 3rd | 2016년 8월 17일 | 기적~미래에~        | UPCH-5883      | 42등  |
| 4th | 2017년 5월 17일 | 테토테 with GReeeeN | UPCH-7263      | 39등  |
| 5th | 2018년 6월 6일  | 허니 토스트         | UPCH-5945      | 87등  |

### 배포곡
|     | 배포일          | 곡명                             |
| --- | --------------- | -------------------------------- |
| 1st | 2015년 10월 2일 | あの頃〜ジンジンバオヂュオニー〜 |
| 2ne | 2018년 5월 16일 | ハンブンコ (6人ver.)             |
| 3rd | 2020년 7월 31일 | Never                            |

### 앨범

#### 미니 앨범
|     | 공개일         | 타이틀 | 판매 생산 번호                            | 순위 |
| --- | -------------- | ------ | ----------------------------------------- | ---- |
| 1st | 2016년 3월 9일 | 목소리 | UPCH-7120 (초회한정판) UPCH-2072 (통상판) | 50등 |

#### 오리지널 앨범
|     | 공개일           | 타이틀 | 판매 생산 번호                            | 순위 |
| --- | ---------------- | ------ | ----------------------------------------- | ---- |
| 1st | 2016년 12월 14일 | ゼロ恋 | UPCH-7212 (초회한정판) UPCH-2107 (통상판) |      |

#### 참가 작품
| 발매일          | 타이틀                            |
| --------------- | --------------------------------- |
| 2017년 5월 24일 | テトテとテントテン with whiteeeen |

## 타이 인
| 곡명                              | 타이 인                                                                  | 수록 작품                                                                                       |
| --------------------------------- | ------------------------------------------------------------------------ | ----------------------------------------------------------------------------------------------- |
| 애창~since 2007~                  | 전국 도호계 영화 『스트롭 에지』 주제가                                  | 1st 싱글 『애창~since 2007~』 1st 미니 앨범 『목소리』 1st 앨범 『ゼロ恋』                      |
| 주머니                            | 영화 『[[신드바드 하늘나는 공주와 비밀의 섬』 주제가                     | 2nd 싱글 『주머니』 1st 미니 앨범 『목소리』 1st 앨범 『ゼロ恋』                                |
| 주머니                            | 영화 『신드바드 마법의 램프와 움직이는 섬』 주제가                       | 2nd 싱글 『주머니』 1st 미니 앨범 『목소리』 1st 앨범 『ゼロ恋』                                |
| あの頃〜ジンジンバオヂュオニー〜  | 후지 텔레비전 계열 4야 연속 심야 드라마 『그래도 나는 네가 좋아』 삽입곡 | 배포 한정 싱글 『あの頃〜ジンジンバオヂュオニー〜』 1st 미니 앨범『목소리』 1st 앨범 『ゼロ恋』 |
| タンポポ                          | 日成アドバンス 기업 CM송                                                 | 1st 미니 앨범 『목소리』                                                                        |
| 기적~미래에~                      | 영화 『푸른하늘 옐』 주제가                                              | 3rd 싱글 『기적~미래에~』 1st 앨범 『ゼロ恋』                                                   |
| 멜로디                            | 영화 『푸른하늘 옐』 삽입곡                                              | 3rd 싱글 『기적~미래에~』 1st 앨범 『ゼロ恋』                                                   |
| 테토테 with GReeeeN               | 시세이도 『시 브리즈』 CM송                                              | 4th 싱글 『테토테 with GReeeeN』                                                                |
| テトテとテントテン with whiteeeen | 시세이도 『시 브리즈』 CM송                                              | GReeeeN 『テトテとテントテン with whiteeeen』                                                   |